# Al Hendrix

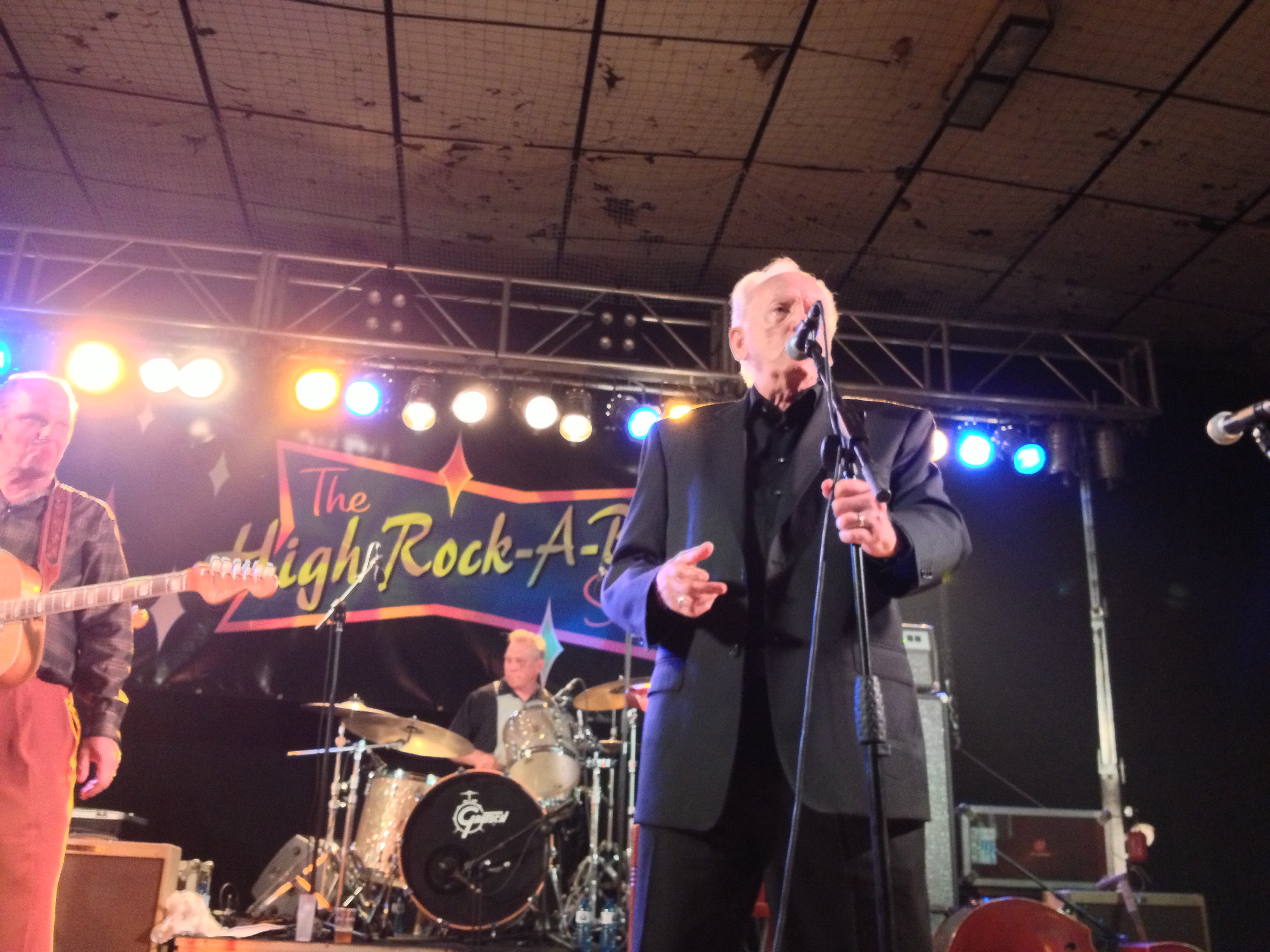
Al Hendrix

Al Hendrix (* 12. November 1934 in Miami, Florida, als Clyde Allen Hendrix; † 23. Juli 2021) war ein US-amerikanischer Rock’n’Roll- und Country-Musiker. Er ist nicht zu verwechseln mit dem Vater von Jimi Hendrix.

## Leben

### Kindheit und Jugend
Geboren in Miami, verbrachte Hendrix seine Kindheit in Lynwood, Kalifornien, bis die Familie 1945 erst nach Tampa, Florida, und später nach Odessa, Texas, zog. Hendrix’ Vater Joseph stammte aus Florida und war Fleischer von Beruf, während die Mutter aus Georgia kam und sich um die Kinder kümmerte. Nebenbei sang sie und spielte Gitarre. Die Familie hörte jeden Samstagabend die Grand Ole Opry und Hendrix war beeindruckt von Country-Stars wie Hank Williams. Als Jugendlicher begann er, Gitarre zu spielen, und nahm an mehreren Talentwettbewerben teil. 1953 trat Hendrix der US Army bei, für die er unter anderem in Korea kämpfte.

### Karriere
Nach seiner Entlassung aus der Armee ließ Hendrix sich in Bakersfield, Kalifornien, nieder. In dieser Zeit war der Rock ’n’ Roll die dominierende Kraft auf dem Musikmarkt, und Elvis Presley wurde Hendrix’ neues Vorbild. In Bakersfield lernte er den jungen Buck Owens kennen, dessen Band er beitrat. Zusammen mit Owens und einem anderen Musiker aus der Region, Bill Woods, trat Hendrix oft im Blackboard Cafe auf. Zudem machte er erste Auftritte im lokalen Fernsehen.
1957 schloss Hendrix sich Joe „Jolly Jody“ Keplinger und dessen Go Daddies als Gitarrist und Sänger an. Noch im selben Jahr nahm er mit dieser Gruppe seine erste Single Rhonda Lee / Go Daddy, Rock für das lokale Label Tally Records auf. Nach einem guten Review im Billboard-Magazin wurde die Platte Anfang 1958 von ABC-Paramount landesweit übernommen. Während dieser Zeit trat Hendrix in der gesamten Umgebung von Los Angeles auf und absolvierte auch Auftritte in Cousin Herb Hensons Trading Post Show, einer Country-Fernsehsendung, in der auch Buck Owens Stammgast war.
Hendrix unterzeichnete 1960 einen Vertrag bei LaGree Records aus Hollywood, wo seine erste Single im Sommer 1960 mit I Need You / Young and Wild erschien. Mit weiteren guten Kritiken bei Billboard und einer nationalen Vermarktung durch Liberty Records stieg die Single in die Top-20-Charts in San Diego ein und belegte den ersten Platz in den lokalen Charts von El Paso. Zudem übernahm Alan Freed die B-Seite Young and Wild für seine Radioshow in Los Angeles. Die nationalen Charts beachteten Hendrix’ Platte aber nicht.
1962 hielt Hendrix eine Session für Pike Records ab, von den vier eingespielten Titeln wurden aber nur zwei veröffentlicht. Er trat weiterhin mit Bands in Kalifornien auf, hatte aber erst 1971 bei LaGree seine nächste (und bisher letzte) Single-Veröffentlichung. Danach wurde es jedoch ruhiger um ihn. Seit 2006 trat Hendrix wieder regelmäßig in Kalifornien auf und nahm – produziert von Jimmi Accardi – sein erstes Album auf.

## Diskographie

### Singles
| 1958                    | Rhonda Lee / Go Daddy, Rock                                   | Tally 119             |
| 1958                    | Rhonda Lee / Go Daddy, Rock                                   | ABC-Paramount 45-9901 |
| 1960                    | I Need You / Young and Wild                                   | LaGree 701            |
| 1962                    | Monkey Bite / For Sentimental Reasons                         | Pike 5912             |
| 1971                    | Georgia Kate / Wait’ll You Get a Wiff of My Aftershave Lotion | LaGree 101            |
| Unveröffentlichte Titel |                                                               |                       |
|                         | - Go Daddy, Rock (alt. Version)                               | Tally                 |
| 1958                    | - Ethalene - Hot Dog                                          | ABC-Paramount         |
| 1962                    | - Foolin’ Around - Jumping Johnny                             | Pike                  |

### Alben
- 2007: Rare and Rockin’! (Rush)